# Lisa Neiglick-Englund
Lisa Neiglick-Englund, född 1 april 1895 i Göteborg, död där 27 oktober 1970, var en svensk målare.
Hon var dotter till skeppsmäklaren Carl Pettersson och hans hustru, född Neiglick, och från 1919 gift med marinintendenten Ivar Englund som dock avled knappt ett år efter giftermålet. Neiglick-Englund studerade konst för Carl Wilhelmson i Göteborg och Stockholm 1925–1931. Separat ställde hon ut på Norrbottens museum 1945 och tillsammans med Torsten Wirfelt och Birgit Krafft-Wæsterberg ställde hon ut i Örnsköldsvik 1947 samt i samlingsutställningar arrangerade av Föreningen Svenska Konstnärinnor. Hennes konst består av blomsterstilleben, landskap och porträtt. Neiglick-Englund är representerad vid Örnsköldsviks sanatorium. Birgit Krafft-Wæsterberg målade ett porträtt av Neiglick-Englund som ingår i Nationalmuseums samling.